# Milan-San Remo 1956
La 47e édition de la course cycliste, Milan-San Remo a eu lieu le 19 mars 1956 et a été remportée par  Alfred De Bruyne. Il s'impose en solitaire et apporte à la Belgique une troisième victoire d'affilée.

## Classement final
|    | Cycliste          | Équipe                | Temps           |
| -- | ----------------- | --------------------- | --------------- |
| 1  | Alfred De Bruyne  | Mercier-Hutchinson-BP | 6 h 57 min 10 s |
| 2  | Fiorenzo Magni    | Nivea-Fuchs           | + 46 s          |
| 3  | Joseph Planckaert | Elve-Peugeot          | + 50 s          |
| 4  | Willy Vannitsen   | Faema-Guerra          | + 1 min 51 s    |
| 5  | Donato Piazza     | Nivea-Fuchs           | + 1 min 51 s    |
| 6  | Mario Baroni      | Nivea-Fuchs           | + 1 min 51 s    |
| 7  | Germain Derijcke  | Faema-Guerra          | + 1 min 51 s    |
| 8  | Arrigo Padovan    | Atala                 | + 1 min 51 s    |
| 9  | Giorgio Albani    | Legnano               | + 1 min 51 s    |
| 10 | Stan Ockers       | Girardengo            | + 1 min 51 s    |